# Deux-Chaises
Deux-Chaises is een gemeente in het Franse departement Allier (regio Auvergne-Rhône-Alpes) en telt 414 inwoners (1999). De plaats maakt deel uit van het arrondissement Moulins.
De kerk Saint-Denis uit de 12e eeuw is beschermd als historisch monument in 1943.

## Geografie
De oppervlakte van Deux-Chaises bedraagt 39,8 km², de bevolkingsdichtheid is 10,4 inwoners per km².
De onderstaande kaart toont de ligging van Deux-Chaises met de belangrijkste infrastructuur en aangrenzende gemeenten.

## Demografie
Onderstaande figuur toont het verloop van het inwonertal (bron: INSEE-tellingen).
Vanwege een beveiligingsprobleem met de MediaWiki Graph-software is het momenteel niet mogelijk deze grafiek weer te geven. Zodra de software is bijgewerkt zal de grafiek vanzelf weer zichtbaar worden.